# Planetary Instrument for X-Ray Lithochemistry

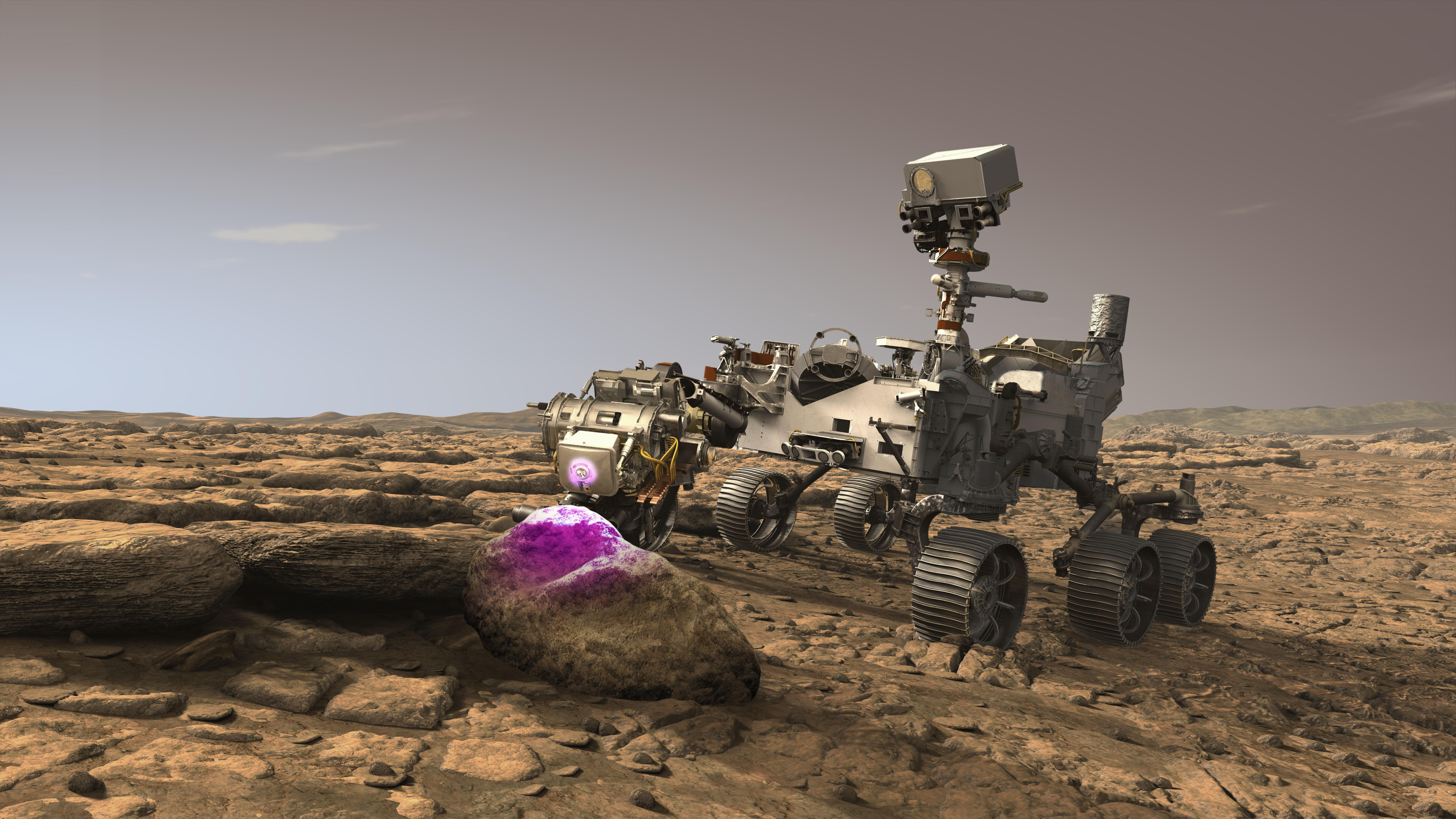
Zařízení PIXL při práci

Planetary Instrument for X-Ray Lithochemistry (zkráceně PIXL) je nástroj, který pomocí rentgenu provádí fluorescenční spektometrii. Slouží k určení chemického složení povrchových materiálů na Marsu. Vznikl jako součást mise Mars 2020 a je umístěn na roveru Perseverance. Zařízení PIXL vyrobila NASA Jet Propulsion Laboratory (JPL). 

## Název
Název PIXL je dovozen od názvu obrazového bodu pixel. Poprvé slovo pixel použil Frederic C. Billingsleym z Jet Propulsion Lab, odkud pochází i zařízení PIXL.

## Technologie

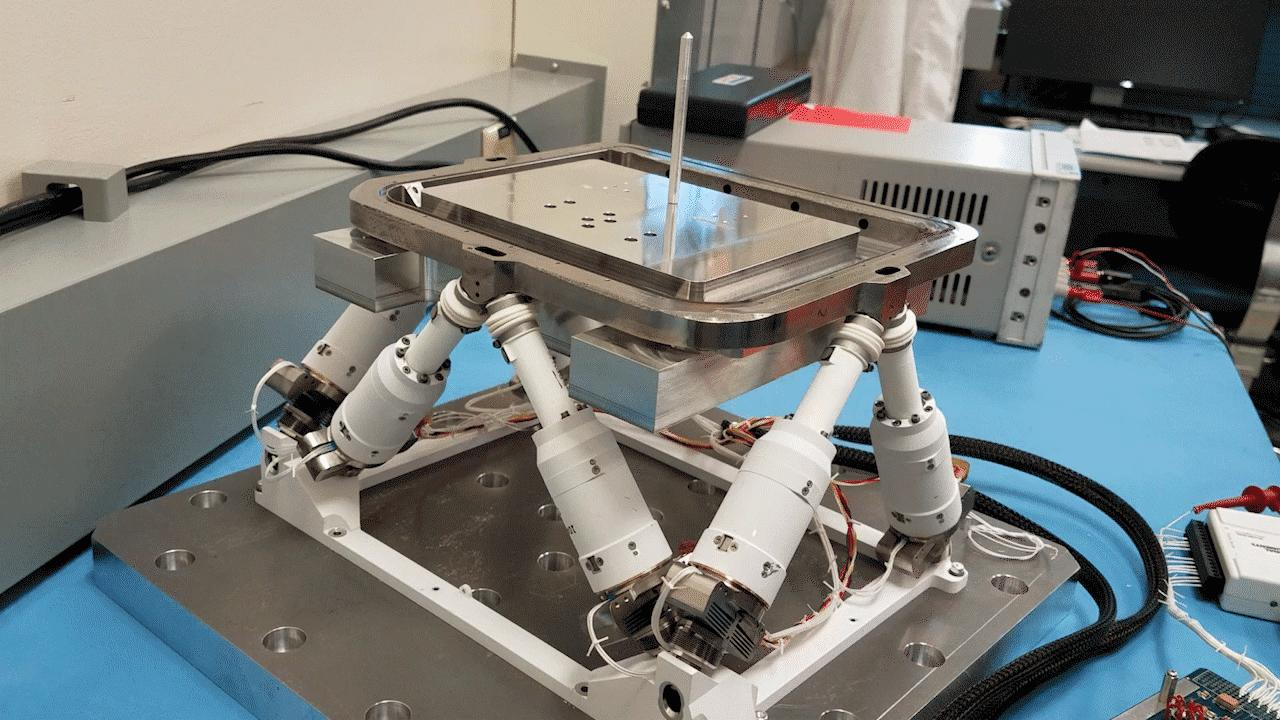
Hexapod, který slouží ke stabilizaci zařízení.

PIXL je velice přesný spektometr - dle vědců by měl rozeznat i objekty menší než je zrnko soli (přibližně 0,12 milimetru). Zařízení zjišťuje, zda se na Marsu někdy nacházel život. Zařízení je umístěné na hexapodu, který jej stabilizuje. PIXL detekuje dvacet chemických ukazatelů každého vzorku.

## Cíle
Zařízení má 3 hlavní úkoly:
- Poskytnout informace o geochemickém složení a vývoji v průběhu času a také o případné obyvatelnosti planety.
- Detekovat všechny potencionální stopy po životě na Marsu.
- Poskytnout informace nutné k rozhodování o případném navrácení vzorků zpět na Zemi.

## Technické specifikace
- Umístění: na konci robotické paže
- Hmotnost: hlavní senzory - 4,3 kilogramu; elektronika uvnitř roveru - 2,6 kg; kalibrační terč - 0,015 kg
- Napájení: 25 Wattů
- Rozměry: 21,5 x 27 x 23 centimetrů
- Vrácení dat: 16 Mb/experiment; 2 MB denně

## Vývoj
Vývoj zařízení probíhal v Jet Propulsion Laboratory v Pasadeně v USA.

## Galerie

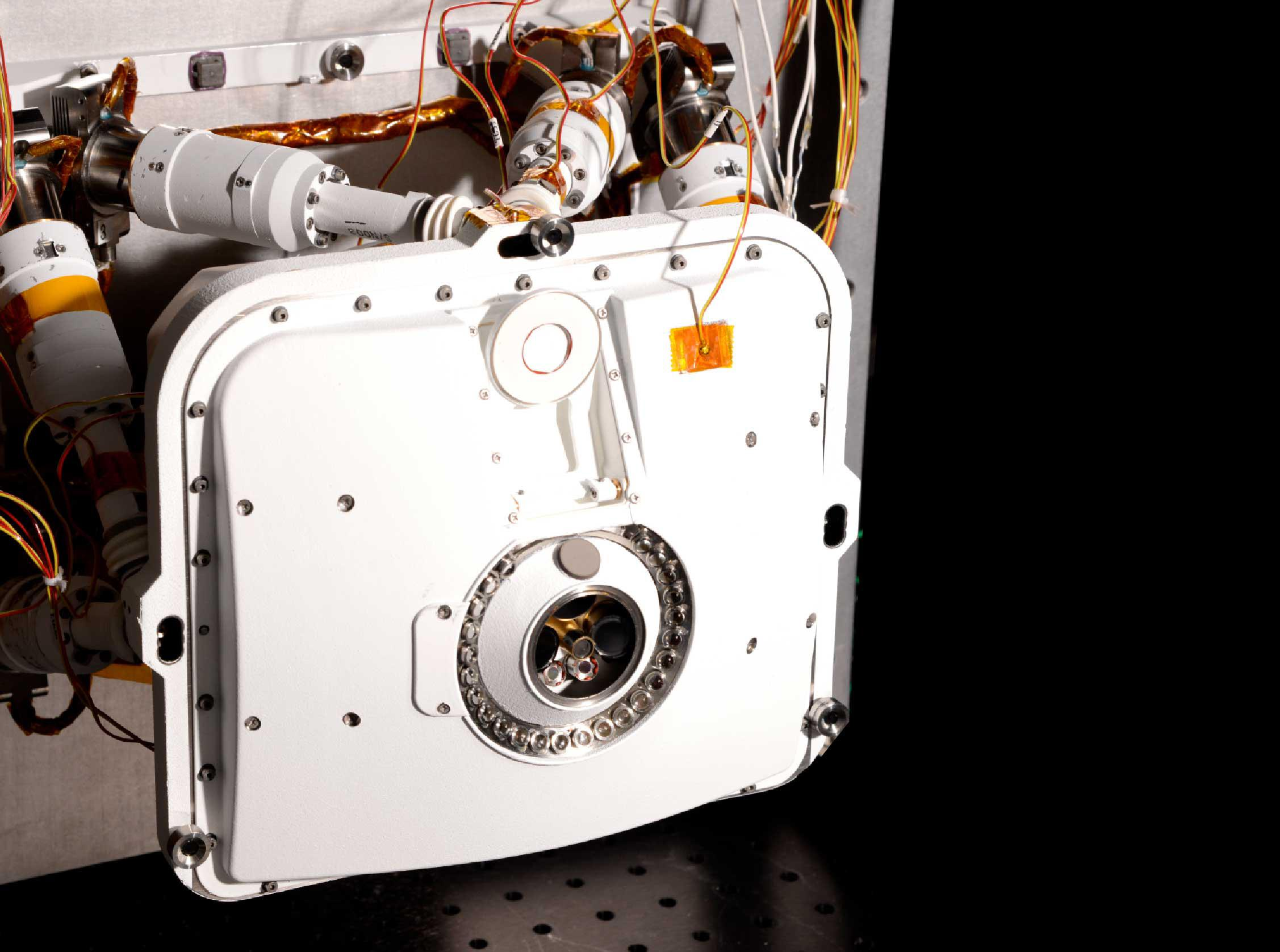
Zařízení PIXL
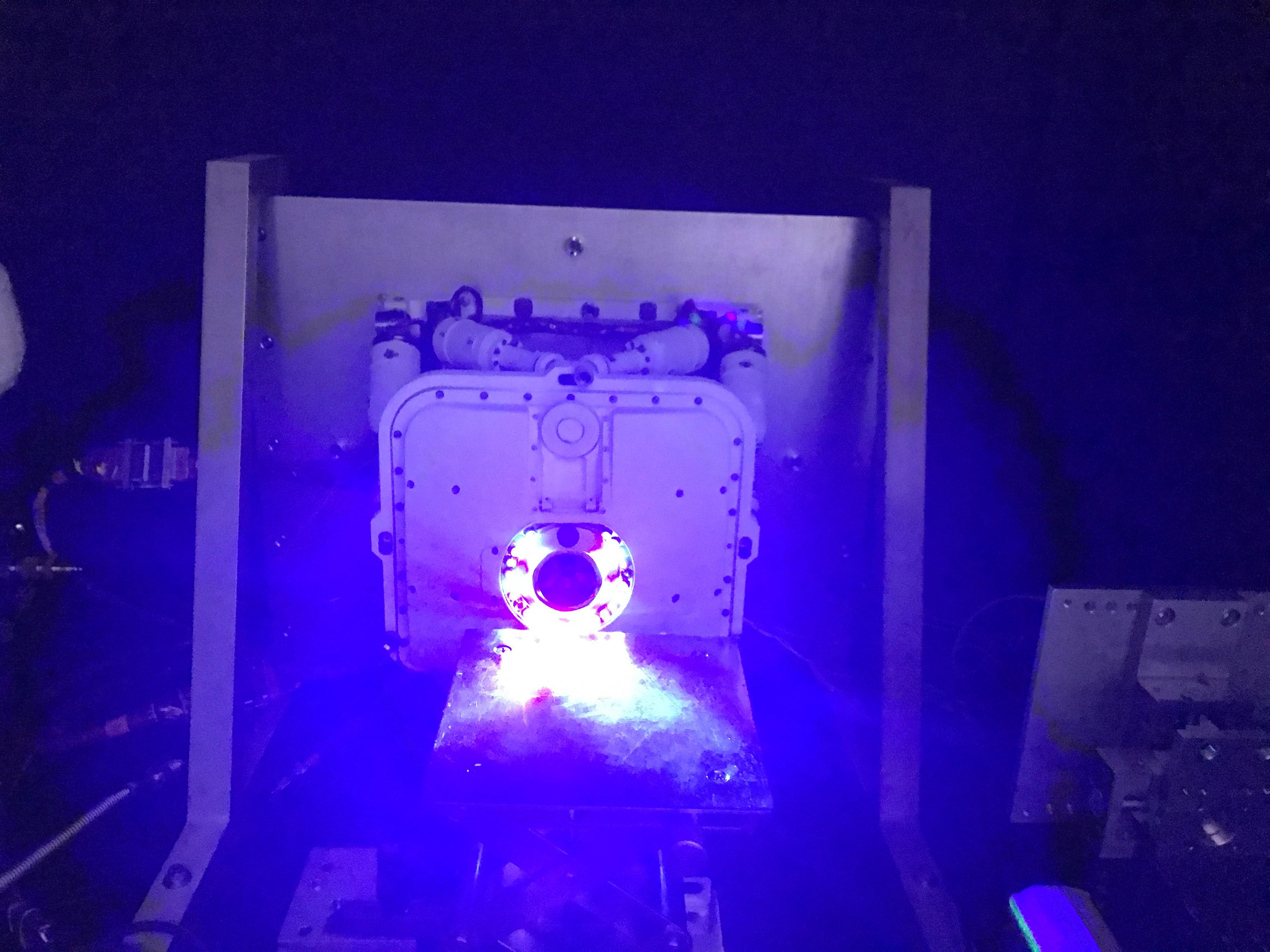
Světlo ze zařízení PIXL
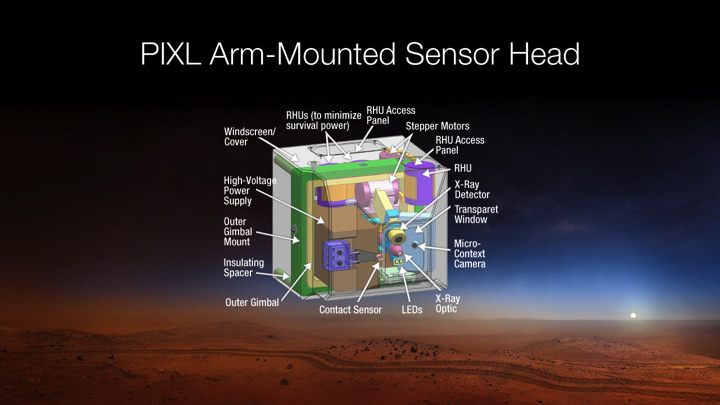
Popis zařízení PIXL